# Station Kami
 Station Kami  (加美駅,  Kami-eki) is een spoorwegstation in de wijk Hirano-ku in de Japanse stad Osaka. Het wordt aangedaan door de Yamatoji-lijn. Het station heeft twee sporen, gelegen aan twee zijperrons.

## Treindienst

### JR West
Naast de drie sporen is er nog een passeerspoor voor treinen richting Tennōji.
| 1 | ■ Yamatoji-lijn | richting Kashiwara, Ōji en Nara     |
| 2 | ■ Yamatoji-lijn | richting Tennōji, JR Namba en Ōsaka |

## Geschiedenis
Het station werd in 1909 geopend. In 1973 vond er nabij het station een treinramp plaats, waarbij er drie doden en 149 gewonden vielen.

## Overig openbaar vervoer
Bussen 9 en 18A

## Stationsomgeving
De stationsomgeving wordt gekenmerkt door fabrieken en middelgrote en kleine bedrijven. Hoewel het station Shin-Kami ten noorden van het station ligt, is er geen directe verbinding. Een directe overstap is alleen mogelijk op het station Kyūhōji. 
- Station Shin-Kami aan de Osaka Higashi-lijn
- Hoofdkantoor van Icom
- Kōnan PRO (bouwmarkt)
- Matsui-ziekenhuis
- Zenshō-tempel
- Sugawara-schrijn
- Mandai (supermarkt)
- FamilyMart
- 7-Eleven
- AM/PM

(Kansai-lijn<<) Kamo · Kizu · Narayama · Nara · Kōriyama · Yamato-Koizumi · Hōryūji · Ōji · Sangō · Kawachi-Katakami · Takaida · Kashiwara · Shiki · Yao · Kyūhōji · Kami · Hirano · Tōbu-Shijō-mae · Tennōji · Shin-Imamiya · Imamiya (>>Osaka-ringlijn) · JR Namba